# 스웨덴 공주 마르가레타
스웨덴 공주 마르가레타(Margaretha af Sverige, 1899년 6월 25일 ~ 1977년 1월 4일)는 스웨덴의 왕족으로 덴마크 왕자 악셀의 아내이다. 본명은 마르가레타 소피아 로비사 잉에보리(Margaretha Sofia Lovisa Ingeborg)이다. 오스카르 2세의 손녀로, 그 아들 베스테르예틀란드 공작 칼 왕자와 덴마크 공주 잉에보리 사이에서 장녀로 태어났다. 동생들로는 노르웨이 왕세자비 메르타, 벨기에의 왕비 아스트리드, 칼 베르나도테가 있다.
1919년 5월 22일 어머니의 사촌동생인 로젠보리 백작 악셀 왕자와 결혼했다. 부부 사이는 원만했고 두 아들을 두었다. 1964년 남편과 사별했고 그녀도 1977년 덴마크에서 죽었다.